# 很小的夜曲
《很小的夜曲》，K.648，是由莫扎特在1760年代中后期创作的弦乐三重奏作品。它由莱比锡市立图书馆命名，该作品于2024年9月被重新发现。

## 创作背景
这首曲子是莫扎特十几岁时创作的弦乐三重奏，显然是在莫扎特第一次去意大利之前创作的。根据莱比锡图书馆的记载，它由七个乐章组成，演奏时长约12分钟。

## 重新发现
克歇尔目录是莫扎特所有已知音乐作品的权威清单。在编纂最新版克歇尔目录（K9）时，古典音乐研究人员在莱比锡音乐图书馆的卡尔·费迪南德·贝克尔（Carl Ferdinand Becker）收藏中重新发现了这首之前不为人知的曲子的手稿。研究人员报告称，该手稿“以深棕色墨水在中白色手工纸上书写”，各部分单独装订。人们认为这份手稿并非莫扎特的原稿，而是1780年的副本。
德国音乐学家乌尔里希·莱辛格（Ulrich Leisinger）代表萨尔茨堡国际莫扎特基金会表示，这首乐曲与莫扎特当时创作的其他作品相比是独一无二的，那些作品主要是咏叹调、交响曲和钢琴曲。
2024年9月19日，这首重见天日的乐曲首次在奥地利萨尔茨堡国际莫扎特基金会为现代观众演奏，演奏者包括小提琴家篠山春菜和內扎·克里納爾（Neža Klinar）、大提琴家菲利普·康普洛伊（Philipp Comploi）和羽管键琴家弗洛里安·比薩克（Florian Birsak）。同年9月21日，小提琴家文森特·吉爾（Vincent Geer）、小提琴家大衛·吉爾（David Geer）和大提琴家伊麗莎白·齊默曼（Elisabeth Zimmermann）在德国莱比锡歌剧院再次演出。
2024年10月3日，德国钢琴家馬克·艾倫弗里德（Mark Ehrenfried）首次发布了该乐曲的钢琴独奏版本。